# Rennrodelbahn Oberhof

Mapa de la pista

Rennrodelbahn Oberhof es una pista utilizada para la práctica de bobsleigh, luge y skeleton en la ciudad de Oberhof, Alemania.

## Historia
Oberhof ha sido la sede de deportes de hielo en circuito desde 1905, sobre todo bobsleigh. En 1931 la instalación acogió el primer Campeonato Mundial de FITB, que ganaron Hanns Killian y Sebastian Huber, del equipo alemán en la categoría de pareja masculina.
Después de la Segunda Guerra Mundial Oberhof formó parte de Alemania del este. Los éxitos de los deportistas del país en el Campeonato Mundial de Luge continuaron durante la década de 1960, con Thomas Köhler (campeón de la categoría individual masculina en 1962 y 1967 y de dobles masculinos en 1965 y 1967), Ilse Geisler (campeona de la categoría individual femenina en 1962 y 1963), Ortrun Enderlein (campeona de la categoría individual femenina en 1965 y 1967), Petra Tierlich (campeona de la categoría individual femenina en 1969), Wolfgang Scheidel (campeón en la categoría dobles masculinos, en 1965), y Klaus Bonsack (campeón en la categoría dobles masculinos en 1967).
El Gobierno de Alemania del Este decidió construir una pista permanente de hormigón armado, refrigerada de forma artificial, para el entrenamiento anual. En 1966 Alemania del Este iba a ser la sede de los Campeonatos Mundiales de Luge en Friedrichsroda, pero se cancelaron.
En 1968 se terminó de construir la pista de bobsleigh, luge y skeleton en Königssee, en Alemania del Oeste. Fue sede del Campeonato Mundial de Luge el año siguiente.
En 1969 se decidió construir una pista permanente en Oberhof. Las obras terminaron en 1971, y el año siguiente se jugó una prueba del Mundial. Desde entonces, ha albergado competiciones de la Copa Mundial de Luge, pero también de bobsleigh (categoría parejas masculina en 1974) y skeleton (1993).

## Renovaciones
Se han realizado cinco reformas en la pista. La primera en 1996, y estuvo cerrada de abril a octubre para una reconstrucción completa. En 2002 se instaló un sistema de refrigeración por amoniaco, que se modificó en 2016 por cuestiones de seguridad, y otra vez en 2006, cuando se construyeron vestuarios para hombres y mujeres y se modificó el perfil de la curva 7 para una mayor seguridad.
En 2016 se invirtieron 4 millones de euros. 
En 2020 se renovó el techo, se redefinieron muchas curvas y se mejoraron las salidas y pabellones.

## Estadísticas
La longitud de pista es de 1354,5 metros. También hay una caída de 96,37 metros desde el inicio de hasta el final.
| Deporte                                                       | Longitud (metros) | Vueltas |
| ------------------------------------------------------------- | ----------------- | ------- |
| Luge masculino, skeleton masculino, bobsleigh doble           | 1069,70           | 14      |
| Luge femenino, skeleton femenino individual y doble masculino | 945,60            | 11      |
| Luge y skeleton juvenil                                       | 665,40            | 7       |

Las únicas curvas con nombre son las "S-Kombination" (en alemán, combinación S), que son las ocho, la once y la Zielkurve (en alemán, curva final), que es la 14, además de la curva Kreisel (o circular).
| Deporte                   | Récord | Nación - atleta(s)                                             | Fecha               | Tiempo (segundos) |
| ------------------------- | ------ | -------------------------------------------------------------- | ------------------- | ----------------- |
| Bobsleigh doble masculino | Pista  | República Democrática Alemana - Wolfgang Hoppe & Bogdan Musioł | 1988                | 44.62             |
| Luge masculino individual | Inicio | David Möller - Alemania                                        | 27 de enero de 2008 | 8.199             |
| Luge masculino individual | Pista  | Felix Loch - Alemania                                          | 27 de enero de 2008 | 44.996            |
| Luge femenino individual  | Inicio | Natalie Geisenberger - Alemania                                | 25 de enero de 2008 | 7.995             |
| Luge femenino individual  | Pista  | Tatjana Hüfner - Alemania                                      | 16 de enero de 2010 | 42.920            |
| Luge doble masculino      | Inicio | Alemania - Tobias Wendl & Tobias Arlt                          | 16 de enero de 2010 | 7.755             |
| Luge doble masculino      | Pista  | Alemania - André Florschütz & Torsten Wustlich                 | 16 de enero de 2010 | 42.717            |

## Campeonatos alojados
- FIL Europeo Luge Campeonatos: 1979, 1998, 2004 y 2013.
- FIL Mundial Luge Campeonatos: 1973, 1985, 2008.